# Phlebotomus notus
Phlebotomus notus är en tvåvingeart som beskrevs av Mikhail Mikhailovich Artemiev 1984. Phlebotomus notus ingår i släktet Phlebotomus och familjen fjärilsmyggor.
Artens utbredningsområde är Afghanistan. Inga underarter finns listade i Catalogue of Life.